# District de Berne
Pour les articles homonymes, voir Berne (homonymie).

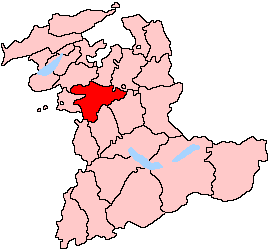
Le district de Berne dans le canton de Berne

Le district de Berne est l’un des 26 districts du canton de Berne en Suisse. Il fait 233 km² de superficie et son chef-lieu est Berne.
Il compte 13 communes :
- CH-3000 Berne
- CH-3065 Bolligen
- CH-3047 Bremgarten
- CH-3063 Ittigen
- CH-3038 Kirchlindach
- CH-3098 Köniz
- CH-3074 Muri bei Bern
- CH-3096 Oberbalm
- CH-3066 Stettlen
- CH-3067 Vechigen
- CH-3033 Wohlen bei Bern
- CH-3052 Zollikofen
- CH-3072 Ostermundigen